# 8군 (호찌민시)
8군(Quận 8 /8郡)은 호치민시의 군 중 하나이다. 2010년을 기준으로 7군에는 418,961명의 인구가 있고, 전체 면적은 19 km2이다.

## 지리
8군은 북쪽으로 5군, 6군에 경계를 접하고, 동쪽으로 4군, 7군과 경계를 접한다. 남쪽으로는 빈짜인현과 서쪽으로는 빈떤군과 경계를 접한다.

## 행정 구역
8군에는 모두 16개의 프엉(Phường 坊)이 있다.
- 1 프엉
- 2 프엉
- 3 프엉
- 4 프엉
- 5 프엉
- 6 프엉
- 7 프엉
- 8 프엉
- 9 프엉
- 10 프엉
- 11 프엉
- 12 프엉
- 13 프엉
- 14 프엉
- 15 프엉
- 16 프엉